# Музей Торвальдсена
55°40′36″ пн. ш. 12°34′42″ сх. д. / 55.67669° пн. ш. 12.57827° сх. д.

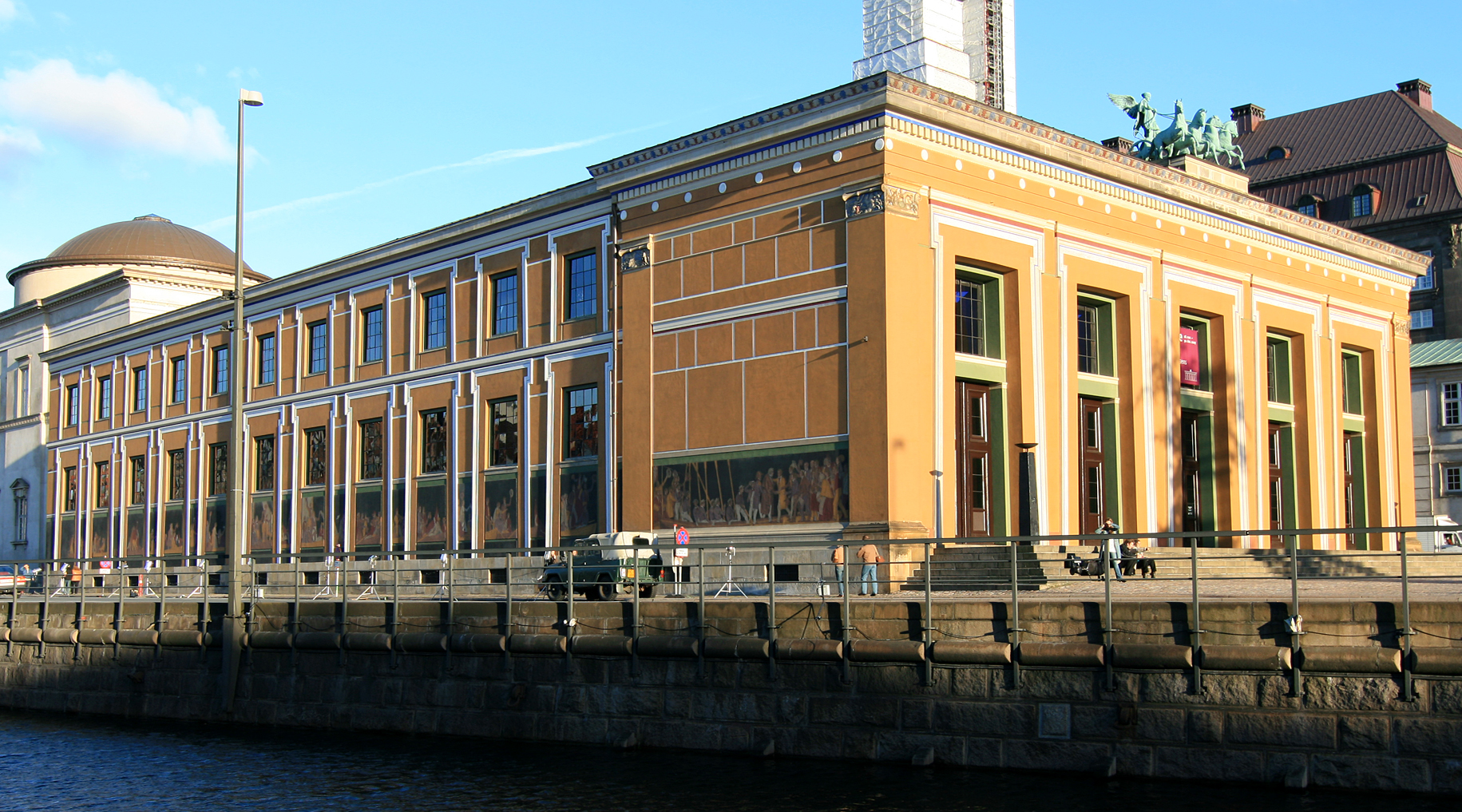
Музей Торвальдсена, вид з каналу

Музей Торвальдсена - музей одного художника, розташований у Копенгагені, Данія, і присвячений творам мистецтва данського скульптора-неокласика Бертеля Торвальдсена (1770-1844), який жив і працював у Римі більшу частину свого життя (1796-1838). Музей розташований на невеликому острові Слотсгольмен у центрі Копенгагена поруч із палацом Крістіансборґ. Будівлю спроєктував Майкл Готтліб Біндесбьолль і її побудовано у 1838-48 після публічного збору коштів в 1837 році.

## Будівля

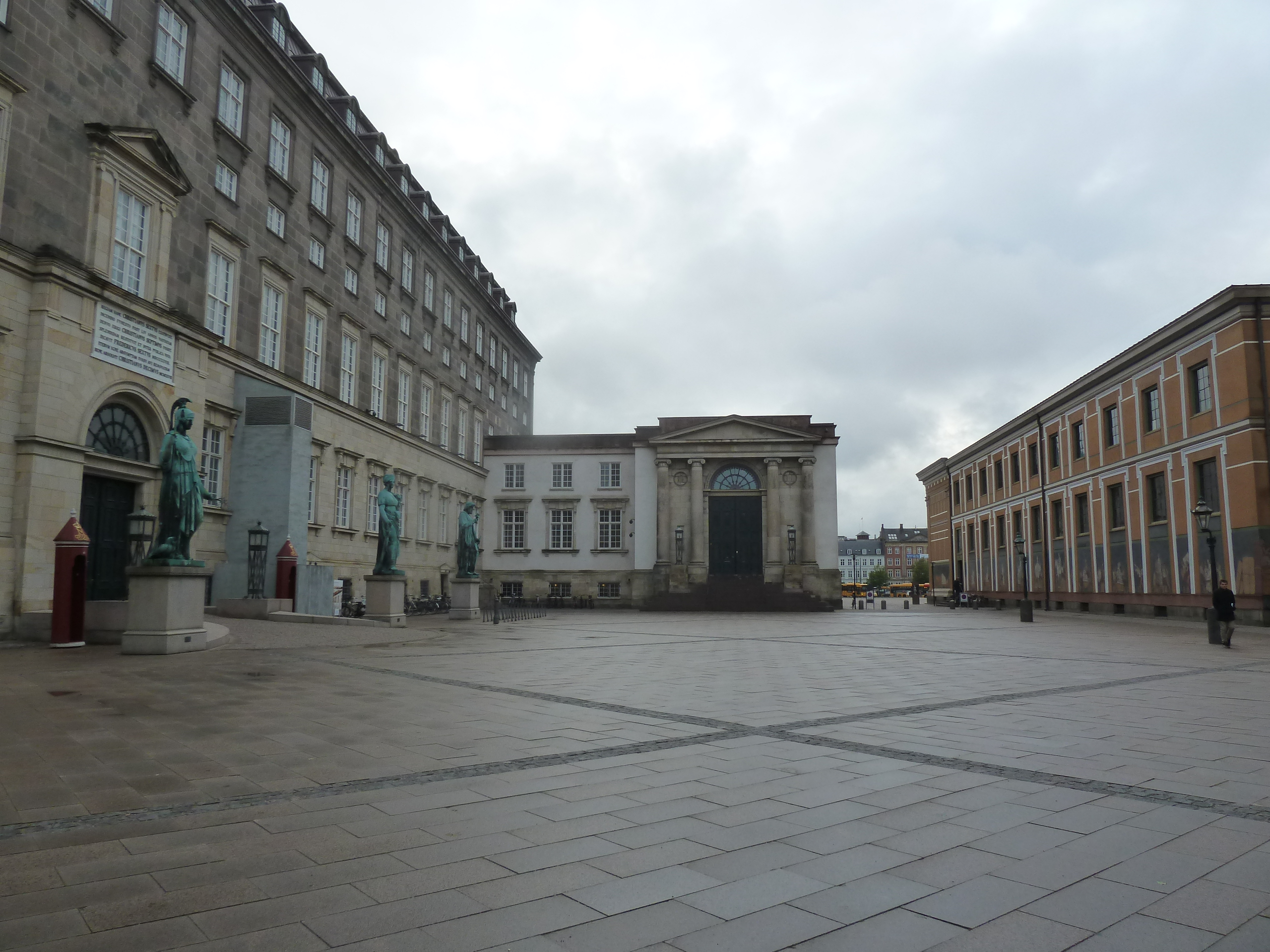
Музей Торвальдсена (праворуч) і палац Крістіансборґ (ліворуч)

Будівлю зведено в дусі античної грецької архітектури і збудовано навколо внутрішнього двору, де похований художник. Особливо примітним виглядає внутрішній дворик, розмальований в єгипетських мотивах: високорослі пальми, леви та крокодили серед екзотичних птахів та рослин. Єгипетський вплив на екстер'єр виваженіший, величезні двері в важкому трапецієподібному стилі визначають наміри архітектора віддати належне одночасно грецькому, помпейському та єгипетському стилям. Особливо цікавим є використання кольорів для оздоблення будівлі як всередині, так і зовні. Кожне приміщення в музеї має унікальний декор стелі в гротескному стилі. Зовні будівлю оздоблює фриз, на якому Йорген Зонне зобразив повернення Торвальдсена на батьківщину з Риму в 1838 році.

## Колекції
Музей містить повну колекцію робіт художника з мармуру і гіпсу, в тому числі оригінальні гіпсові моделей, що використовувалися під час виготовлення бронзових і мармурових статуй і рельєфів, які зараз можна побачити в музеях, церквах і в інших місцях в усьому світі. У музеї також представлені картини, грецькі, римські й єгипетські предмети давнини, малюнки та гравюри, які Торвальдсен збирав протягом свого життя, а також безліч особистих речей, які він використовував у своїй роботі і повсякденному житті.

## У масовій культурі
Музей Торвальдсена фігурує як місце дії в таких фільмах:
- Alle gaar rundt og forelsker sig (1941)
- Vi kunne ha' det saa rart (1942)
- Naar man kun er ung (1943)
- Mød mig på Cassiopeia (1951)
- Dorte (1951)
- Ved Kongelunden (1953)
- Kvindelist og kærlighed (1960)
- Forelsket i København (1960)
- Stine og drengene (1969)
- Olsen-banden går i krig (1978)
- Snøvsen ta'r springet (1994)

## Галерея

Музей Торвальдсена
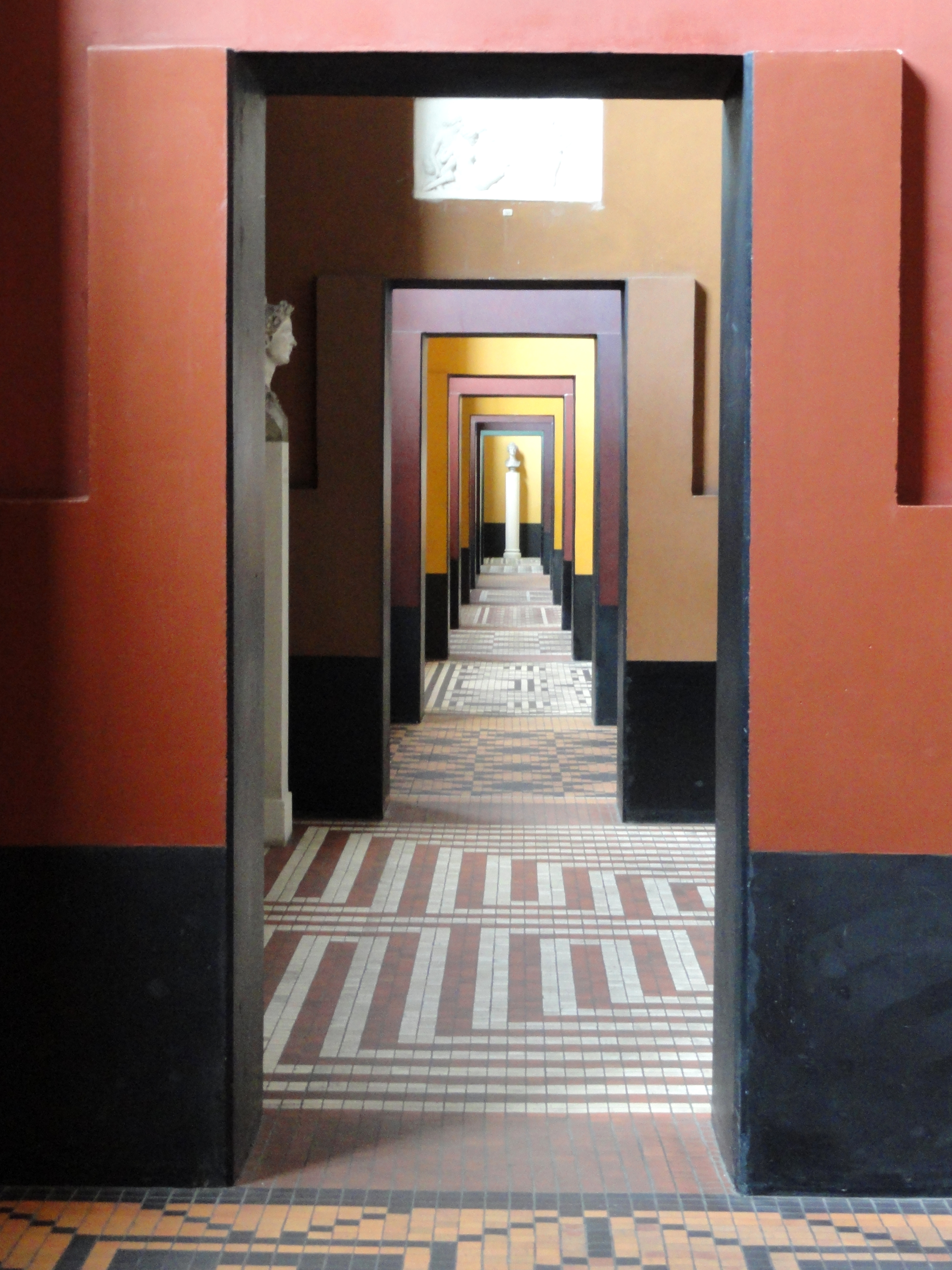
Внутрішній вид Музею Торвальдсена, Копенгаген, Данія
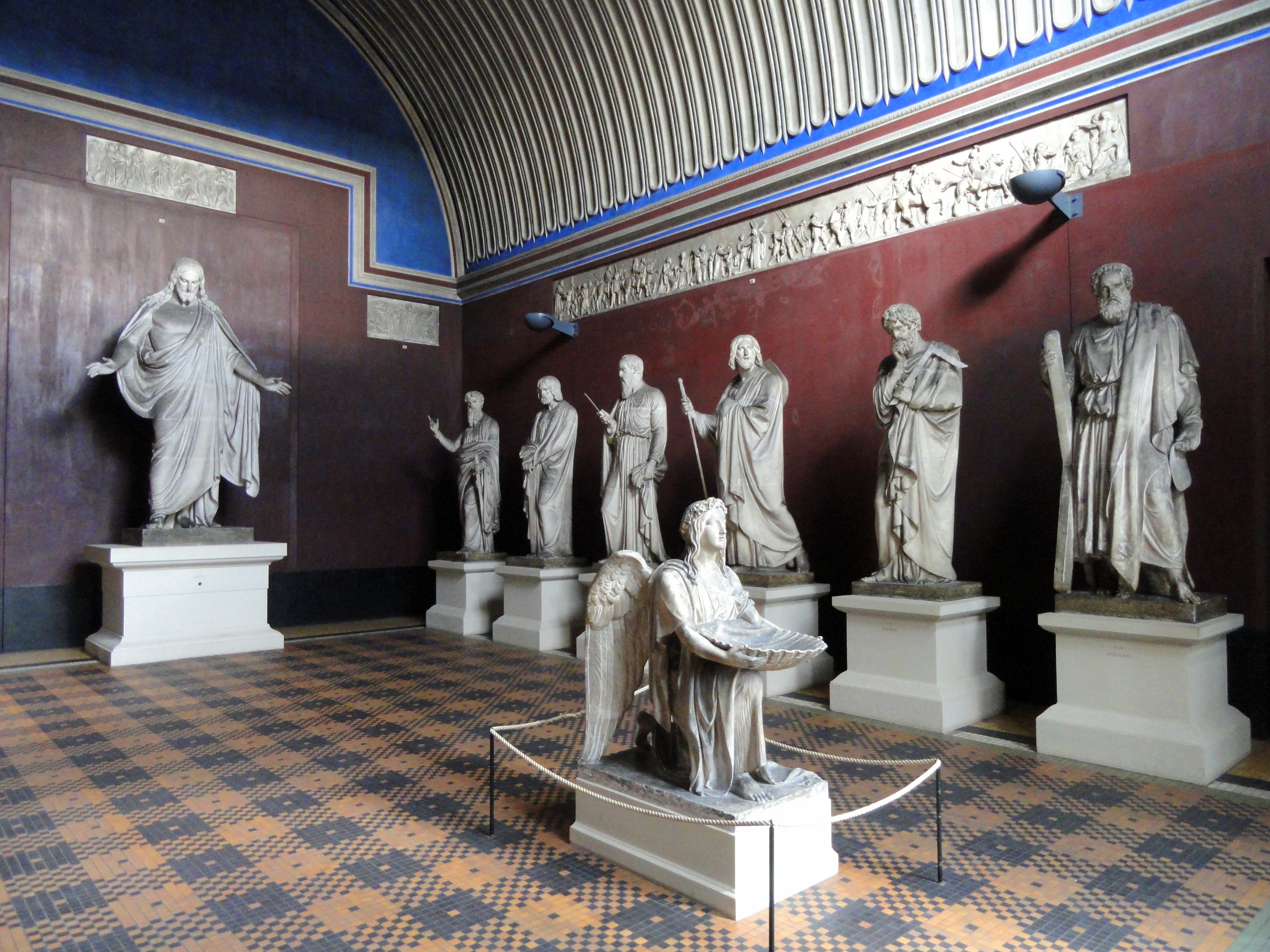
Галерея Музею Торвальдсена
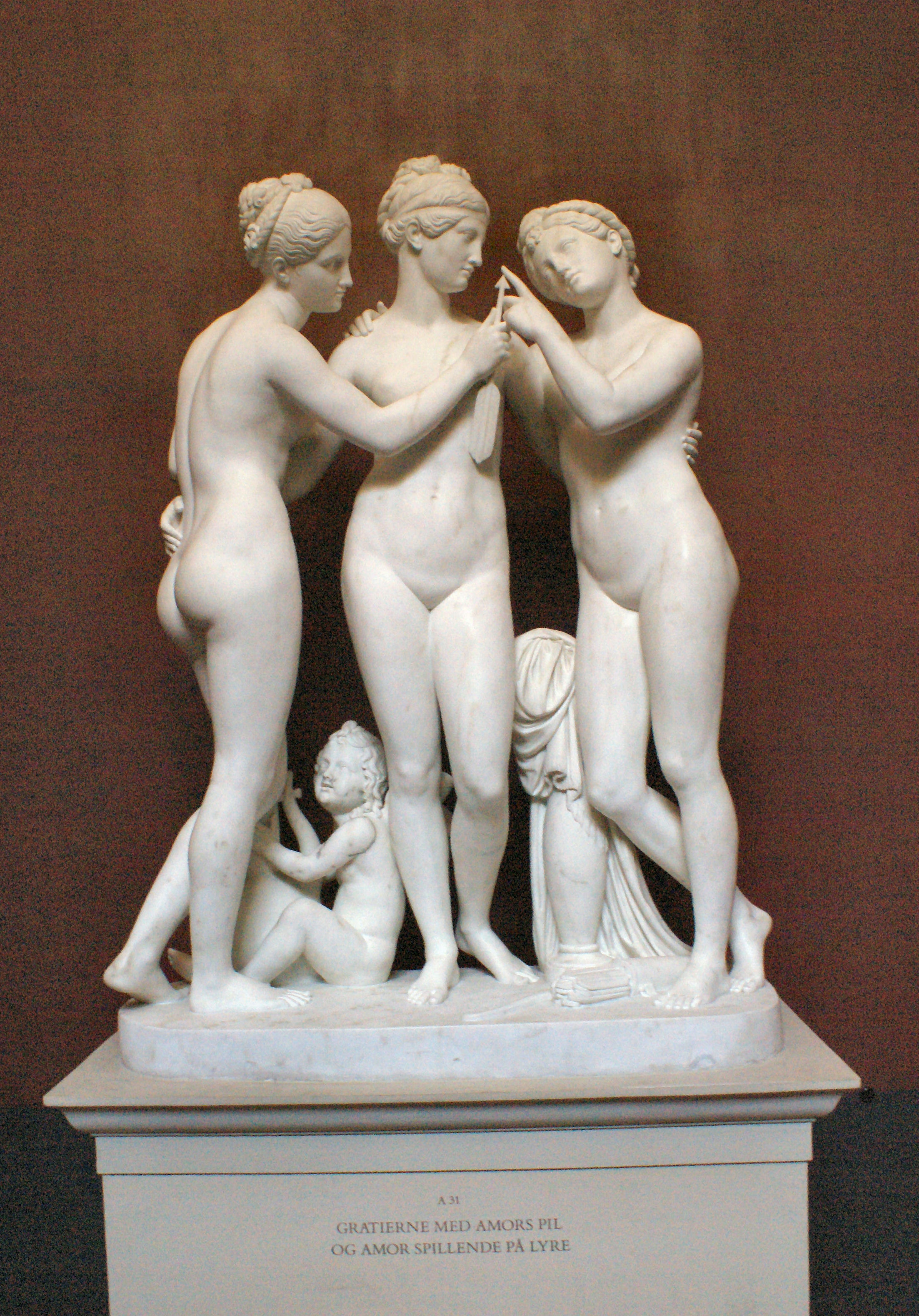
Три грації і купідон
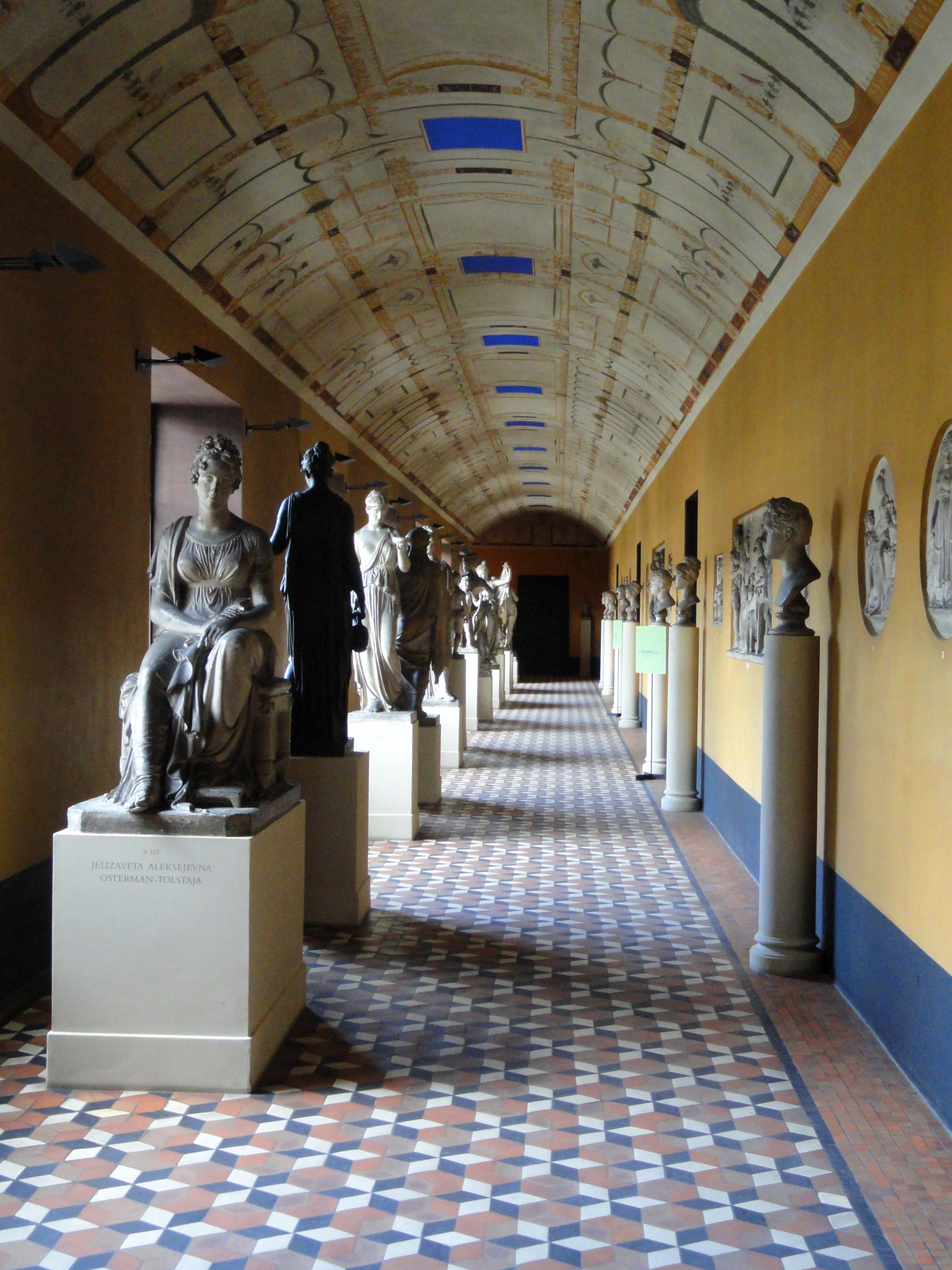
Коридор
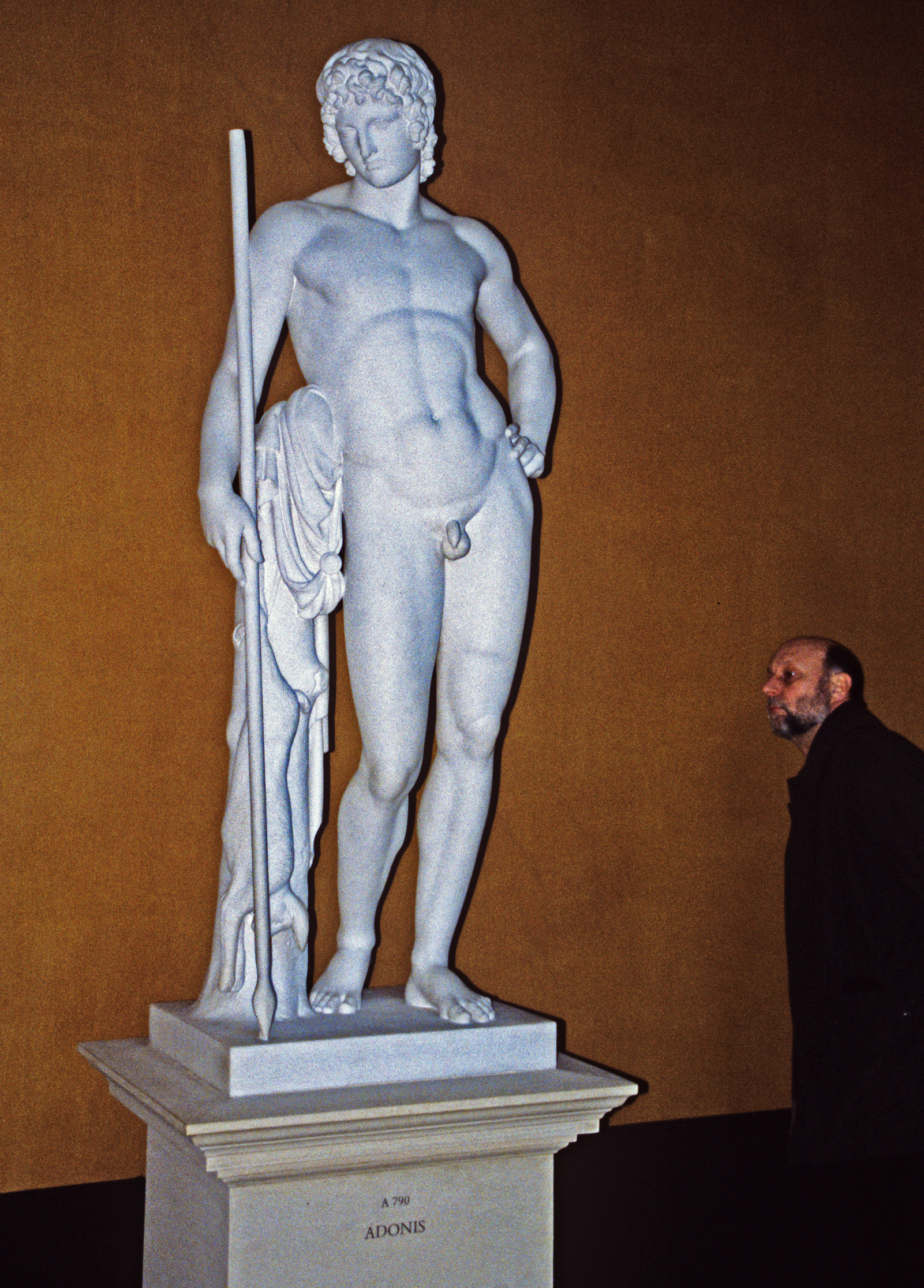
Історик мистецтв доктор Бернд Шаліке досліджує скульптуру Адоніса роботи Торвальдсена
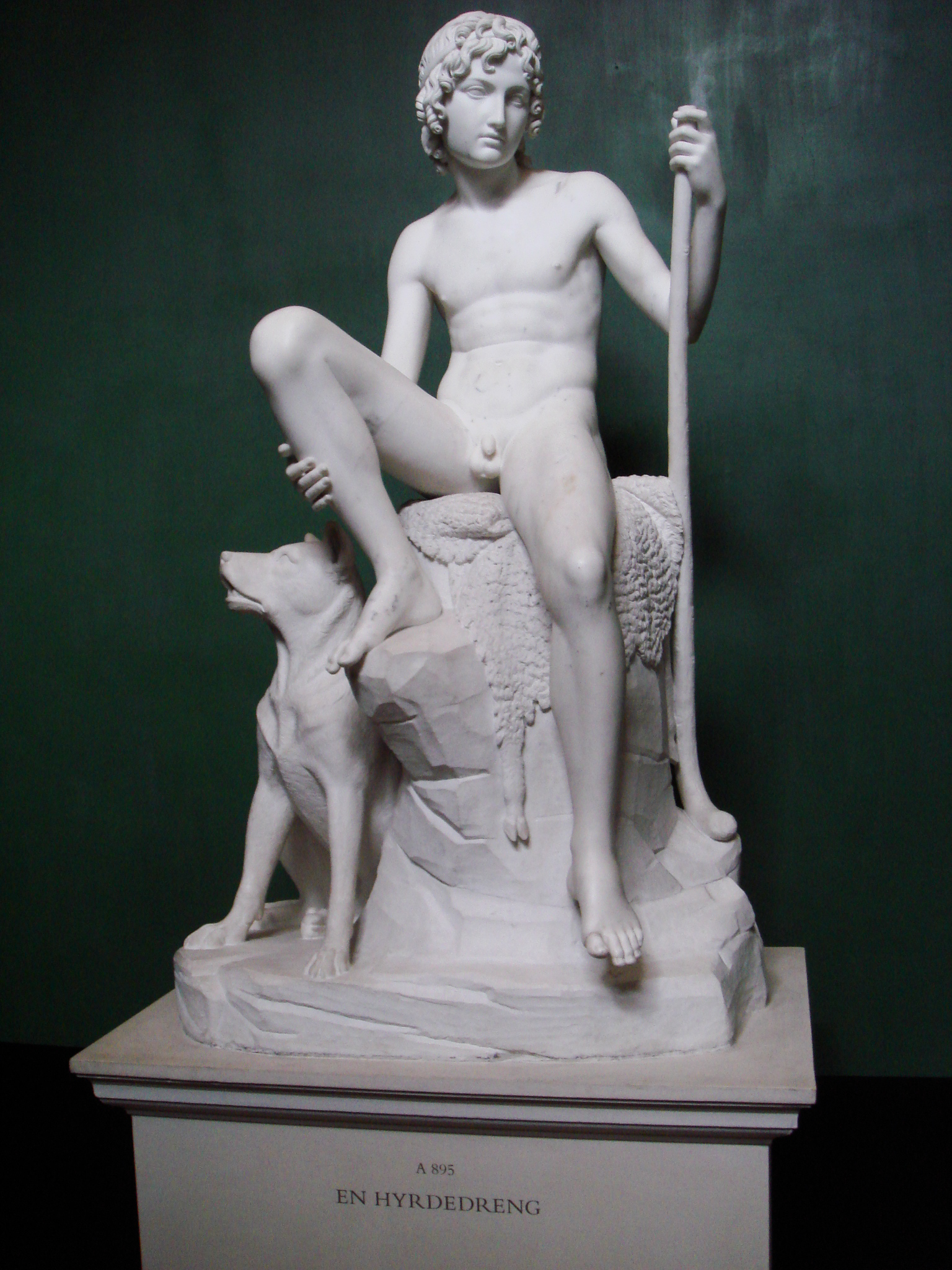
Пастух
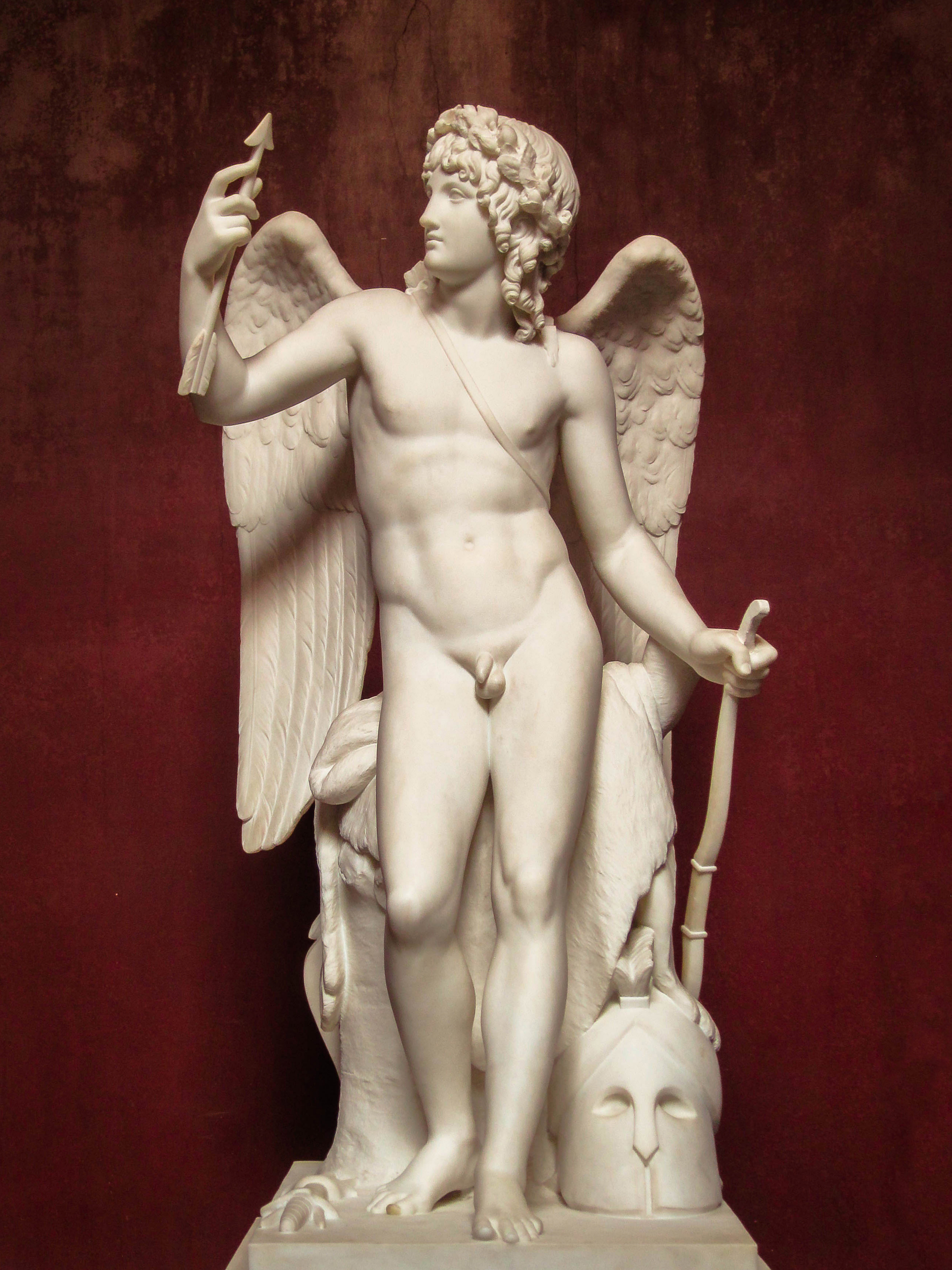
Купідон
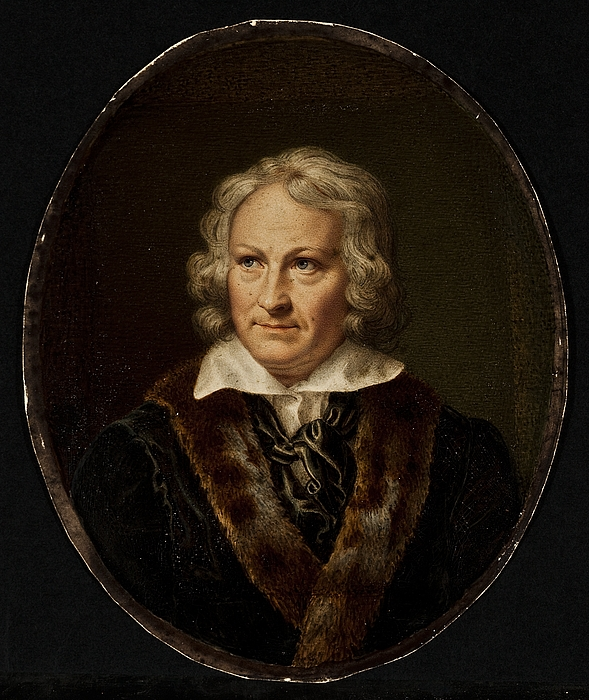
Портрет Торвальдсена, автор Флоріано П'єтрокола
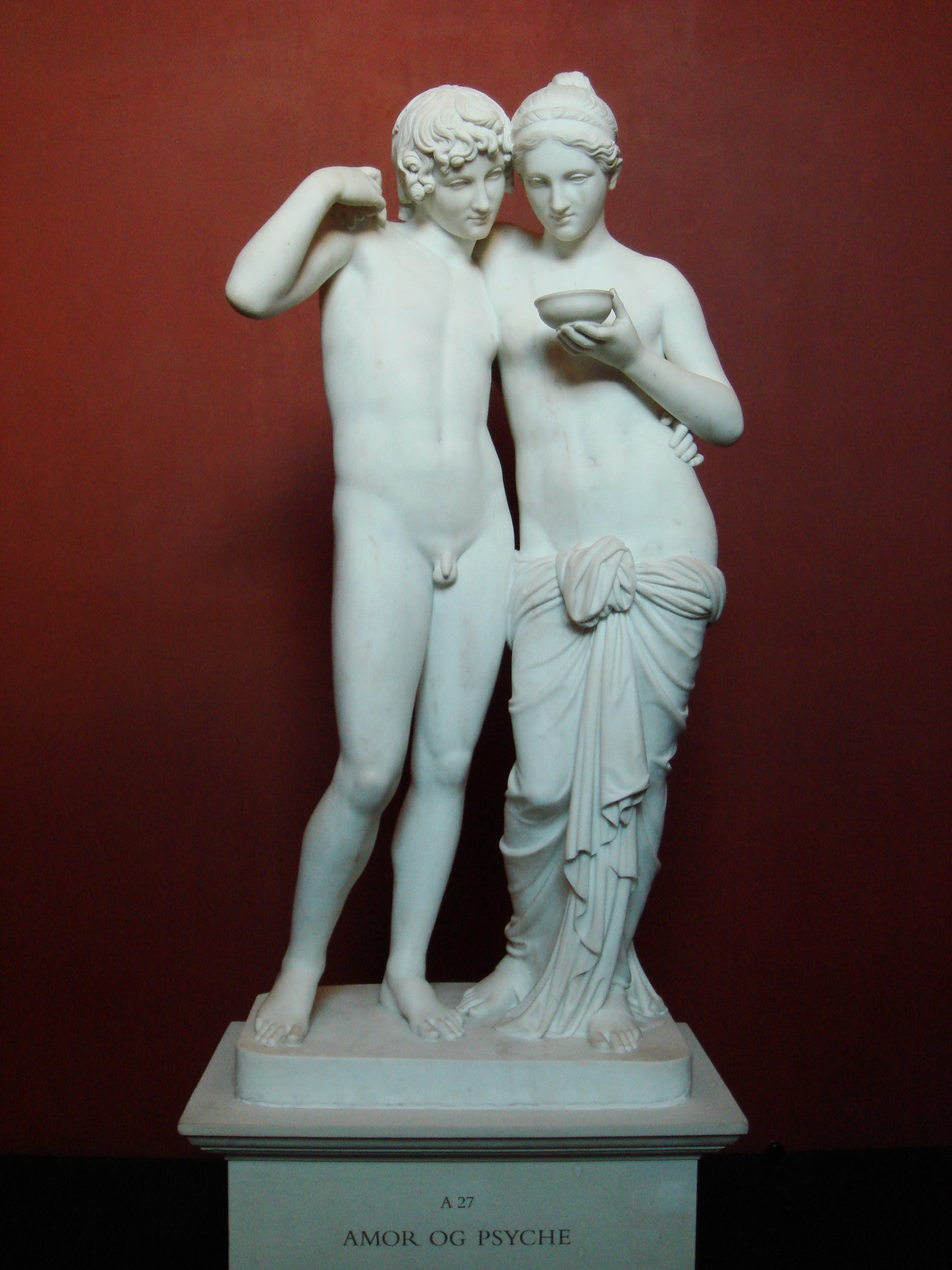
Амур і Психо
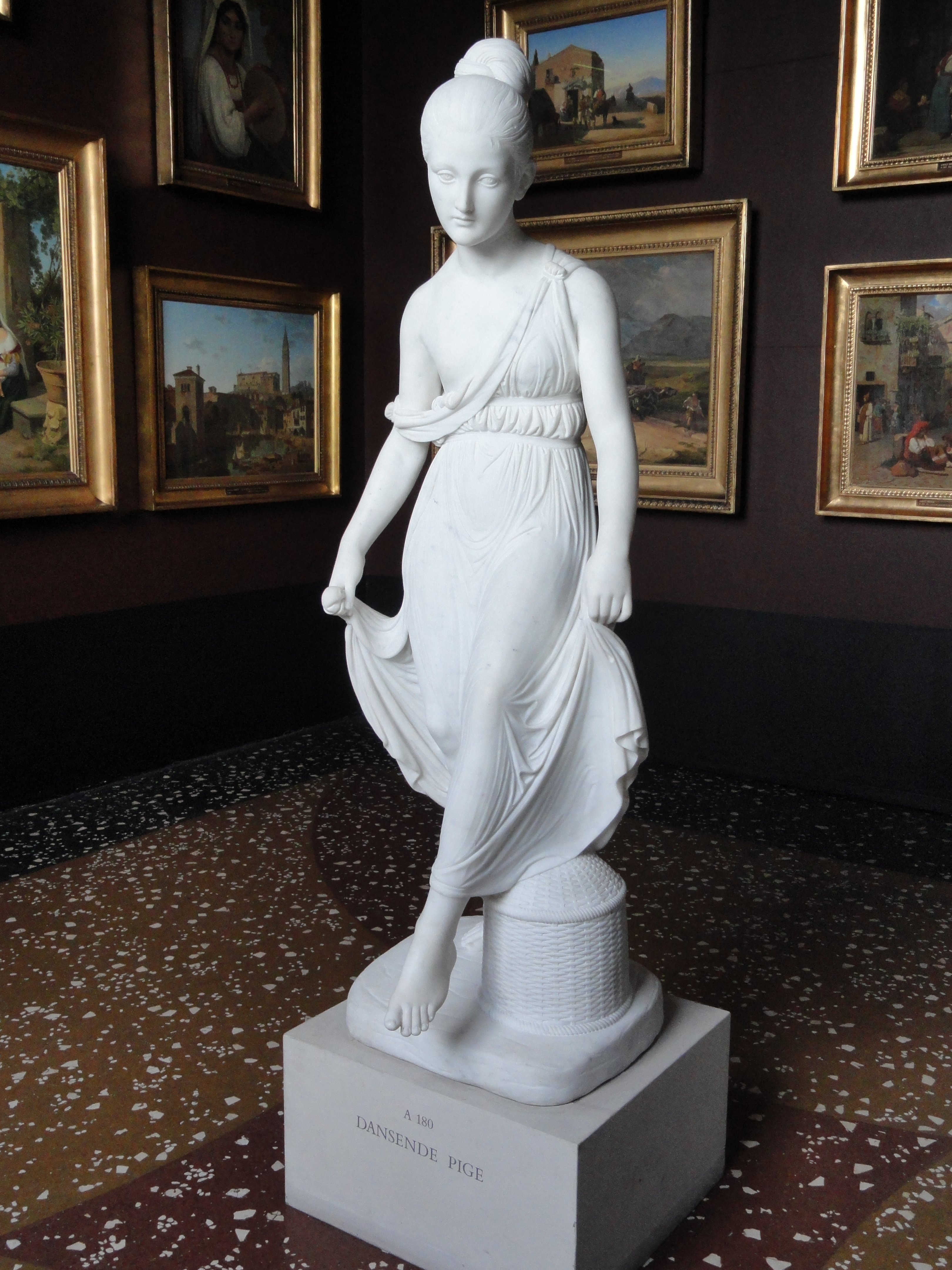
Дівчина, що танцює
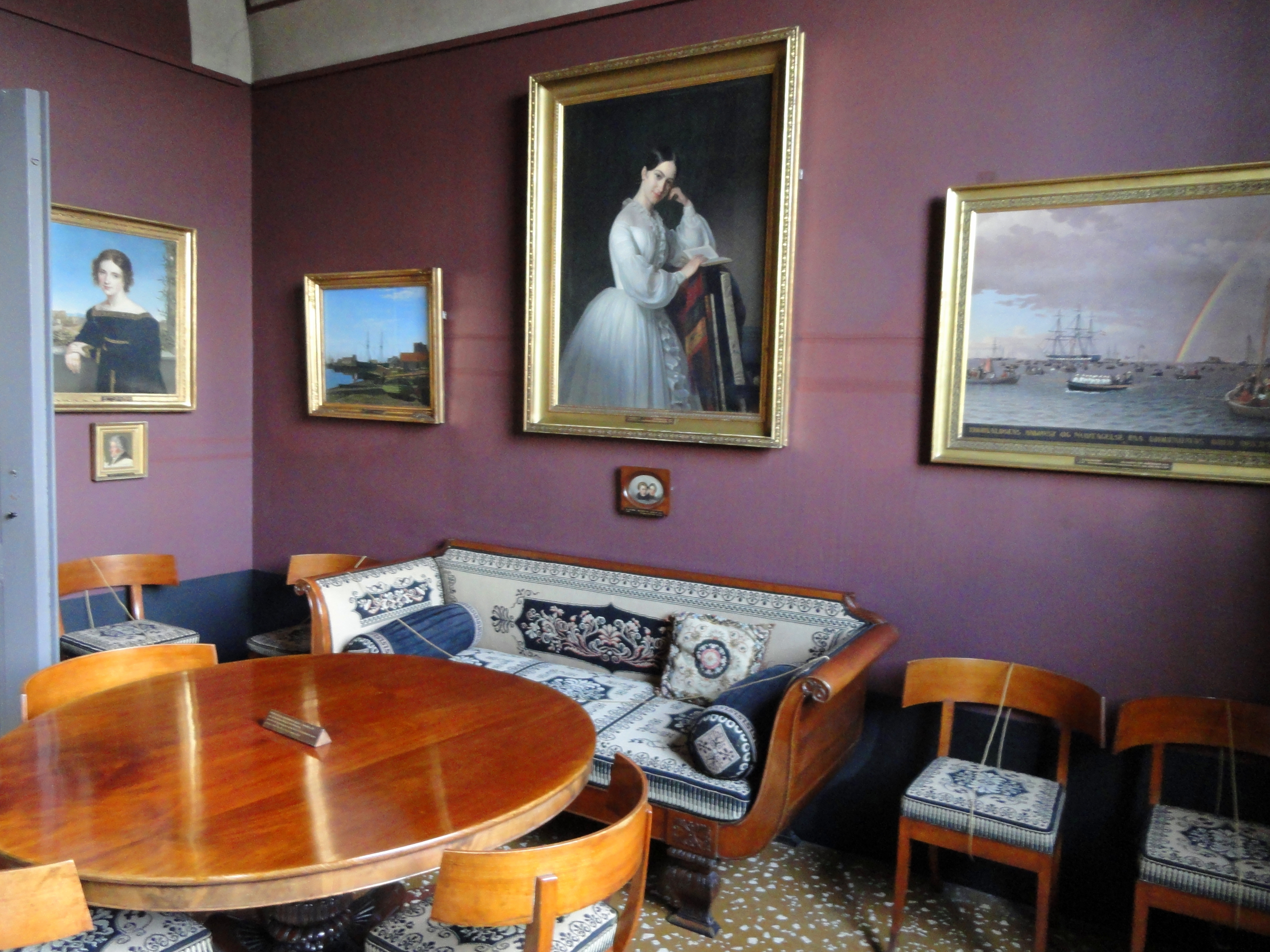
Кімната
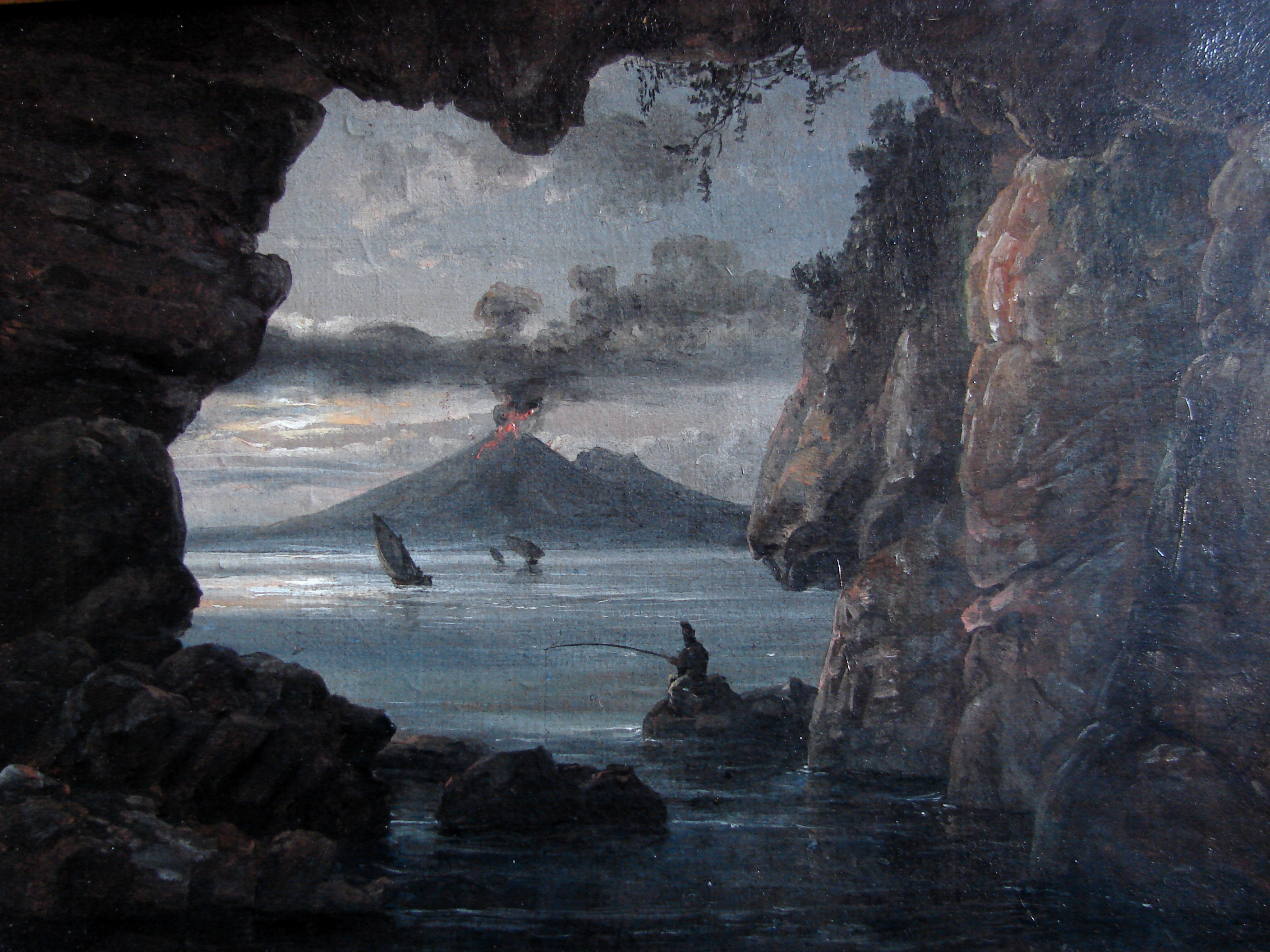
Картина з особистої колекції Торвальдсена
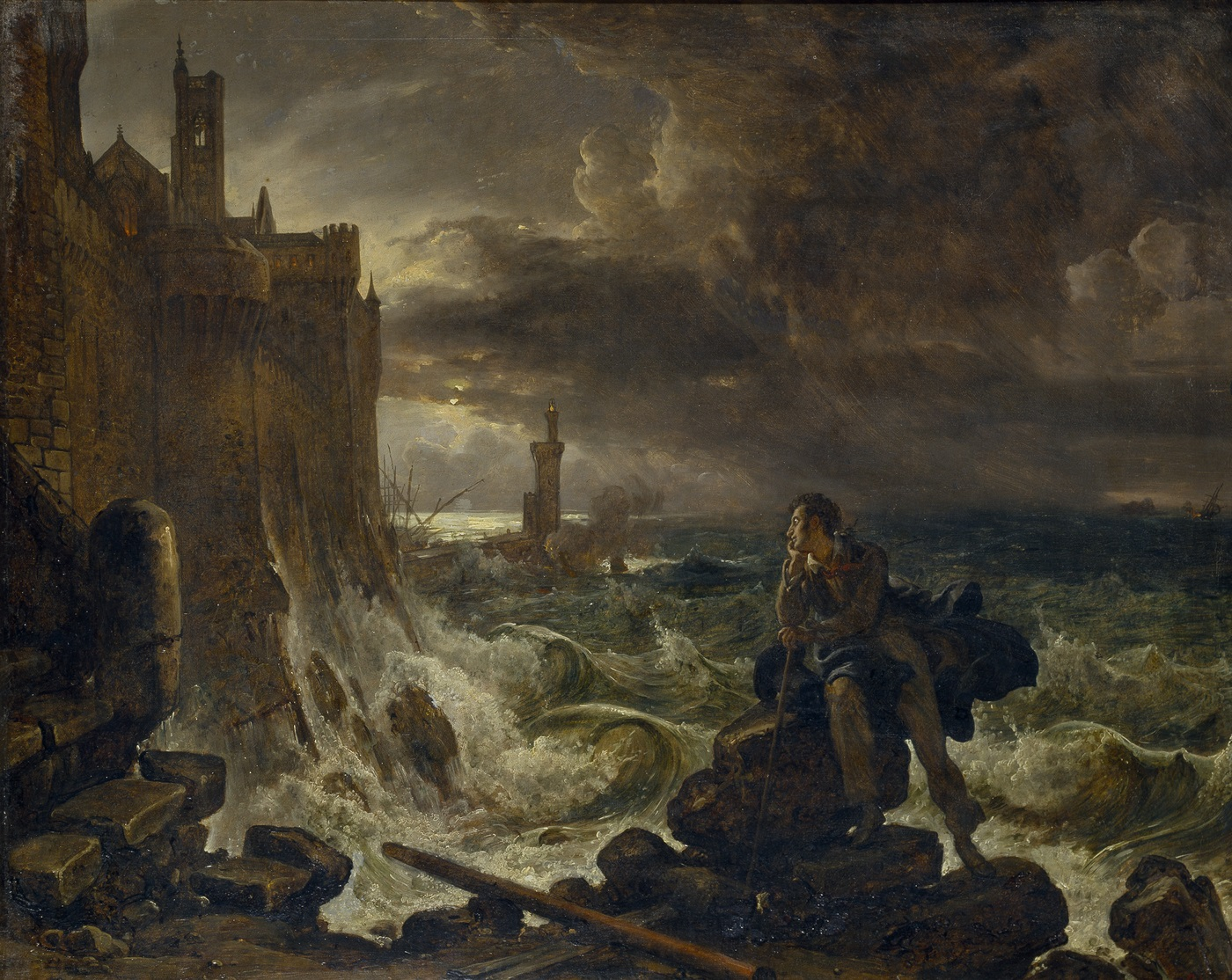
Картина з особистої колекції Торвальдсена
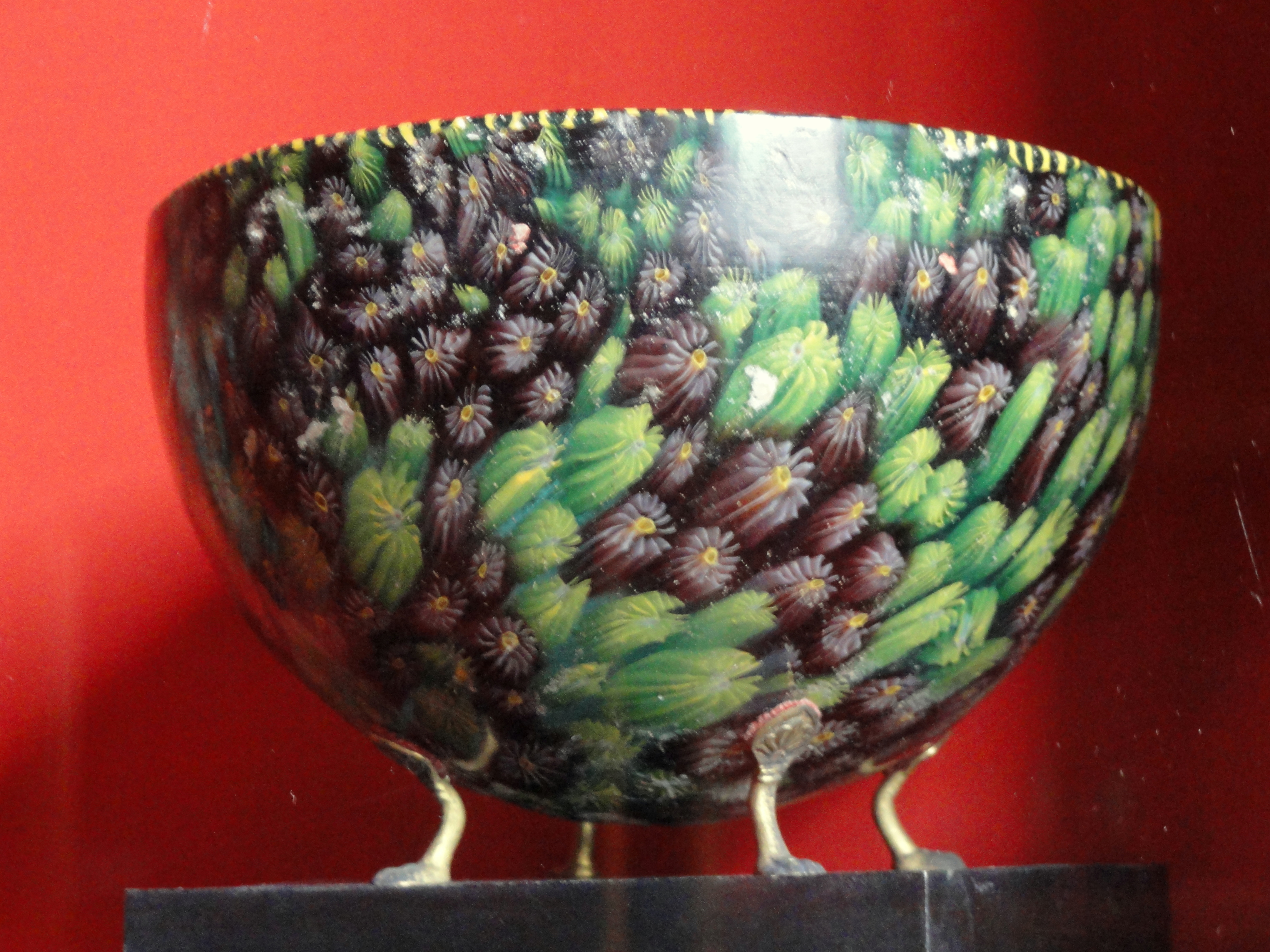
Чаша з Музею Торвальдсена

## Зовнішні посилання
- Офіційний сайт